# Оризон-Навигация
«Оризон-Навигация» (укр. «Оризон-Навігація») — предприятие военно-промышленного комплекса Украины, которое специализируется на разработке, производстве и ремонте оборудования систем спутниковой навигации ГЛОНАСС / GPS, а также выпускает аппаратуру синхронизации и имитаторы сигналов спутниковых навигационных систем.
Входит в перечень предприятий, имеющих стратегическое значение для экономики и безопасности Украины.

## История
Производственное объединение «Оризон» было организовано в 1995 году на базе подразделений Смелянского радиоприборного завода «Оризон», занимавшихся разработкой и производством навигационной аппаратуры (став одним из 20 предприятий и организаций, созданных на базе завода).
12 июля 2001 года правительство Украины приняло закон о государственной поддержке предприятий авиастроительной отрасли Украины, в перечень которых было включено ПО «Оризон».
В конце 2001 года была создана Украинская ассоциация производителей телевизионной техники, в состав которой в качестве одного из соучредителей вошло ПО «Оризон».
Предприятие прошло сертификацию на соответствие стандартам управления качеством ISO 9001-2001 (ISO 9001:2000).
В 2005 году на базе конструкторского бюро ГП «Оризон-Навигация» было создано ООО «Навіс-Україна».
В 2007 году на вооружение вооружённых сил Украины был принят навигационный комплекс СН-3210 «Базальт-К» производства ГП «Оризон-Навигация» (один навигационный комплекс СН-3210 был установлен на бронемашину СРМ-1 «Козак», в январе 2015 года поступившую на вооружение пограничной службы Украины).
Кроме того, один навигационный комплекс СН-3003 был установлен на разработанную в 2004—2007 гг. бронемашину «Дозор-Б».
В мае 2009 года на вооружение вооружённых сил Украины был принят танк БМ «Оплот» (в конструкцию которого входит информационно-управляющая система «ТИУС», одним из компонентов которой является прибор СН-3700-03 производства ГП «Оризон-Навигация»).
8 июля 2009 года на вооружение ВВС Украины был принят учебно-тренировочный самолёт Л-39М1 (модернизированный вариант L-39C с установленной спутниковой навигационной системой СН-3307 производства ГП «Оризон-Навигация»).
Кроме того, на вооружение вооружённых сил Украины были приняты и закупались индивидуальные навигационные приборы СН-3003М производства ГП «Оризон-Навигация» (4 шт. в 2011 году, 60 шт. в 2012 году и 194 шт. в 2013 году). Сообщается, что данный прибор способен работать с тремя навигационными системами (GPS, GLONASS и EGNOS) и одновременно удерживать в памяти до 50 различных маршрутов.
В 2010 году на вооружение вооружённых сил Украины был принят геодезический комплекс СН-4601 «Тонік-2» производства ГП «Оризон-Навигация».
9 июня 2010 года Кабинет министров Украины принял постановление № 405, в соответствии с которым предприятие было включено в перечень предприятий авиапромышленности Украины, получающих государственную поддержку.
После создания в декабре 2010 года государственного концерна «Укроборонпром», предприятие было включено в состав концерна.
В феврале 2012 года украинское ГП «Оризон-Навигация» и компания «Benish GPS» оборудовали системами GPS-навигации восемь электровозов ВЛ80 Украинских железных дорог (четыре на Одесской железной дороге и четыре на Юго-Западной железной дороге) с целью оценить возможность повышения эффективности использования подвижного состава. Результатом проекта должно было стать создание единой автоматизированной системы управления грузовыми железнодорожными перевозками.
В декабре 2012 года министерство обороны Украины приняло решение о разработке программы модернизации Су-24МР вооружённых сил Украины, в которой участвовали 24 украинских предприятия (в том числе, ГП «Оризон-Навигация»). В апреле 2013 года было объявлено, что предложенную программу модернизации Су-24МР освоил Николаевский авиаремонтный завод.
14-18 октября 2013 специалистами Научного центра Сухопутных войск и Академии сухопутных войск имени гетмана Петра Сагайдачного при участии представителей ГП «Оризон-Навигация» были проведены испытания нового комплекса навигационной аппаратуры на базе 152-мм самоходной гаубицы 2С3 «Акация» вооружённых сил Украины.
В 2013 году общая стоимость произведённой продукции и оказанных услуг составила 84,5 млн гривен (на 19,8 млн гривен больше, чем в 2012 году), чистая прибыль предприятия за указанный период составила около 11 млн гривен. Как сообщил директор предприятия В. Майструк, большая часть произведённой предприятием продукции была поставлена зарубежным заказчикам.
В феврале 2014 года генеральный директор ГК «Укроборонпром» С. В. Громов сообщил, что в 2013 году предприятие «Оризон-Навигация» завершило разработку новой навигационной аппаратуры. В дальнейшем, в львовской Академии сухопутных войск состоялись испытания автомашины ГАЗ-66Т, оборудованной прибором спутниковой навигации СН-3003М и аппаратурой топопривязки 1Т121-1.
В мае 2014 года было объявлено, что предприятие ведёт работы над созданием первого образца малогабаритного персонального компьютера, пригодного для использования в полевых условиях. 7 октября 2014 представители ГК «Укроборонпром» сообщили, что ГП «Оризон-Навигация» разработан образец высокотехнологичного оборудования украинского производства — малогабаритный персональный компьютер «Карат», который может использоваться в качестве баллистического вычислителя.
В конце сентября 2014 начались государственные испытания многофункционального комплекса разведки и управления БКРУ СН-4003 «Базальт-ЛПР», который состоит из индивидуального навигационного прибора СН-3003М производства ГП «Оризон-Навигация» и лазерного прибора разведки ЛПР (в состав которого входят лазерный дальномер, электронный компас и ряд иных дополнительных устройств) (комплекс был принят на вооружение вооружённых сил Украины 16 июля 2015 года).
В конце октября 2014 ГП «Оризон-Навигация» передал украинской армии артиллерийские вычислительные комплексы.
В начале ноября 2014 года представитель завода сообщил, что в течение прошедшего периода с начала 2014 года предприятие выполняло контракт на поставку в вооружённые силы Украины комплектов аппаратуры СН-3003М и СН-3210, осуществляло их установку на объекты ракетных войск и артиллерии, а также выполнило несколько научных работ по заказу управления ракетных войск и артиллерии министерства обороны Украины (до конца 2014 года в вооружённые силы Украины поступило 134 шт. СН-3003М).
22 сентября 2015 на оружейной выставке «Зброя та безпека-2015» предприятием были впервые представлены прибор спутниковой навигации СН-4215 и опытный образец прибора спутниковой навигации СН-3003МН (новый вариант СН-3003М с улучшенными тактико-техническими характеристиками, уменьшенными размерами и массой).
Весной 2017 года предприятие участвовало в модернизации партии танков Т-64БВ для участия в соревнованиях «The Strong Europe Tank Challenge-2017», на которые были установлены приборы спутниковой навигации производства ГП «Оризон-Навигация» (всего для участия в соревнованиях были подготовлены и отправлены четыре Т-64БВ из состава 14-й механизированной бригады сухопутных войск Украины).
Кроме того, в 2017 году приборы спутниковой навигации производства «Оризон-Навигация» начали устанавливать на модернизированные танки Т-64Б образца 2017 года (до 11 февраля 2019 года таким образом было переоборудовано свыше ста Т-64Б).